# QP:flapper
QP:flapper（キューピーフラッパー）は、イラストレーター小原トメ太とさくら小春によるユニット。

## 来歴
「電撃G's magazine」のインタビューによると、池袋の太正浪漫堂のコミュニケーションノートが、2人が出会うきっかけになったという。ユニット結成後、『To Heart』などLeaf作品を中心とした同人誌を製作する。
Leafから発売された『鎖 -クサリ-』では、初の外注原画家として参加。
「トメ太・ぴめこ」のハンドルネームを使用していたが、ぴめこが雑誌などで表記を間違えられることがあった為に2006年（平成18年）10月にハンドルネームをぴめこからさくら小春に変更した。それを受け、トメ太も苗字として小原をつけるようになった。

## 作品

### ソーシャルゲーム
- ガールフレンド（仮） （Ameba） キャラクターデザイン[1]
- マギアレコード 魔法少女まどか☆マギカ外伝（2017年）
  - キャラクターデザイン（五十鈴れん、アマリュリス）
  - 一部メモリアのイラストレーター
- ファンタジア・リビルド（2021年）
  - キャラクターデザイン（黒の女王 テッサ〈パラレル〉）（さくら）[2]。

### アダルトゲーム
- 鎖 -クサリ-（Leaf） 原画、キャラクターデザイン
- エドランゼ 〜Come on!水戸姫様〜（アリスソフト） 原画、キャラクターデザイン
- 星の王子くん（Leaf） 原画、キャラクターデザイン

### アーケードゲーム
- オンゲキ キャラクター原案

### イラスト・挿絵
- えむえむっ!（MF文庫J） 挿絵
- 僕たちのパラドクス（富士見ミステリー文庫） 挿絵
- ラッキーチャンス!（電撃文庫） イラスト
- ガジェットガール（スーパーダッシュ文庫） 挿絵（小原トメ太・さくら小春名義）
- ボクの可愛い国家令嬢（富士見ファンタジア文庫） 挿絵
- ロック・ペーパー・シザーズ（富士見ファンタジア文庫） 挿絵
- ガーリッシュナンバー（電撃G's magazine） キャラクター原案・カラーイラスト

### アニメ関連
- ささみさん@がんばらない 第11話提供バックイラスト（小原）
- 俺の妹がこんなに可愛いわけがない。 第3話提供バックイラスト
- 天体のメソッド キャラクター原案[3]
- えとたま プリティキャラクター原案
- うーさーのその日暮らし 夢幻編 第5話エンドカードデザイン
- レガリア The Three Sacred Stars キャラクター原案[4]
- ロクでなし魔術講師と禁忌教典 第8話エンドカード（さくら）
- 音楽少女 キャラクター原案（アニメミライ版）、キャラクター原案協力（TV版）

### その他
- 女子が語るアニメ話「これスキ!なんかイモみたい!!」 エンディングアニメーションキャラクター原案（小原）
- 22/7（2016年 - ） キャラクターデザイン 立川絢香 （さくら）、丸山あかね （小原）
- 温泉むすめ（2017年） キャラクター原案 有馬楓花（さくら）、奏･バーデン･由布院（小原）[5][6]
- IDOLY PRIDE キャラクター原案
- にじさんじEN所属 Millie Parfait（ミリー・パフェ）